# 하쿠호 지진
하쿠호 지진(일본어: 白鳳地震)은 684년 11월 26일 (11월 29일, 덴무13년) 에 발생한 지진이다. 난카이 해곡의 지진으로 추정되고있다. 규모는 M81⁄4. 일본서기에 기록된 가장 오래된 난카이 지진이다. 사망자가 다수 발생했으며 산사태와 진흙사태로 인한 피해가 컸다. 산사태가 일어나고 가옥과 사찰 다수가 붕괴하였다. 일본서기의 기록에선 산사태나 쓰나미 기록에선 난카이도에 지진이 일어났을 것이라 기록했으나 영주급 집이나 사원, 신사가 다수 붕괴되었다고 기록하고 있으며 지질 조사 결과 도카이 해역에서도 같은 시기에 지진이 일어난 것으로 추정된다. 시즈오카시 유역의 유적에선 7세기 후반 모래층 흔적이 남아있으며 도카이 지진의 진원역에 일어난 지진으로 생긴 것으로 추정된다.

## 참고 문헌
- 国立天文台 『理科年表 令和3年』 丸善 P.770 ISBN 978-4-621-30560-7